# In Your House
In Your House (conhecido como NXT TakeOver: In Your House em 2020 e 2021 e depois NXT In Your House a partir de 2022) é uma série de eventos de luta livre profissional criada pela WWE, uma promoção de wrestling profissional com sede em Connecticut. Os eventos foram ao ar originalmente em pay-per-view (PPV) de maio de 1995 a fevereiro de 1999, quando a promoção ainda era chamada de World Wrestling Federation (WWF). Em 2020, a WWE reviveu In Your House como uma subsérie dos eventos TakeOver da marca NXT, que foi ao ar na WWE Network além do tradicional pay-per-view e Peacock, os dois últimos com o evento de 2021. A série NXT TakeOver foi descontinuada em setembro de 2021, mas In Your House continuou como o evento anual de junho do NXT.
O conceito original da série In Your House era que nos meses em que a promoção não estivesse realizando um de seus principais eventos de PPV, eles ofereceriam um PPV de duas horas por um preço menor. A In Your House foi criada em resposta a um movimento do concorrente World Championship Wrestling (WCW) para aumentar seus eventos anuais de pay-per-view. A marca In Your House foi retirada após o evento St. Valentine's Day Massacre: In Your House em fevereiro de 1999, quando a empresa passou a instalar nomes permanentes para cada um de seus eventos mensais, que começaram com o Backlash. Após 21 anos, em resposta à pandemia do COVID-19, a WWE reviveu In Your House para a marca de desenvolvimento da promoção, NXT, e desde então é realizada anualmente em junho.

## História
O primeiro In Your House pay-per-view (PPV) foi realizado em 14 de maio de 1995, em Syracuse, Nova York, na Upstate Medical University Arena no Onondaga County War Memorial (então conhecido como Oncenter War Memorial Arena). Para promover este primeiro evento, a World Wrestling Federation (WWF, agora WWE) realizou um sorteio para doar uma nova casa em Orlando, Flórida. O conceito original de In Your House era que nos meses em que a WWF não estava realizando um de seus cinco maiores eventos PPV (WrestleMania, King of the Ring, SummerSlam, Survivor Series e Royal Rumble, que na época valia por três horas e vendido por US$ 29,95), eles ofereceriam um PPV de duas horas, ao preço de US$ 14,95. O preço foi aumentado para US$ 19,95 a partir de dezembro de 1995 com In Your House 5. A WWF fez isso em resposta a um movimento da concorrente World Championship Wrestling (WCW) para aumentar seus eventos anuais de pay-per-view (em 1995, a WCW realizou 9 eventos PPV, depois 10 em 1996 e finalmente começou a transmitir eventos mensais em 1997). Apesar da adição de mais eventos da WWF, os eventos da WCW duravam regularmente entre 2,5 e 3 horas. Começando com Ground Zero: In Your House em setembro de 1997, a WWF expandiu todos os seus eventos In Your House para três horas, combinando assim o tempo de execução de seus principais eventos PPV.
Os seis primeiros eventos In Your House não foram promovidos com legendas, que foram adicionadas retroativamente (mostrado abaixo na tabela em letras pequenas), às vezes fazendo uso de um slogan. O primeiro evento a usar oficialmente uma legenda foi o sétimo evento, In Your House 7: Good Friends, Better Enemies. De setembro de 1997 em diante, as legendas substituíram o rótulo In Your House como os títulos principais (por exemplo, o PPV não foi nomeado "In Your House: Ground Zero", mas sim "Ground Zero: In Your House"), até o nome regular shows como o Backlash assumiram o controle em 1999. A marca In Your House foi aposentada após o evento St. Valentine's Day Massacre: In Your House em fevereiro de 1999, quando a empresa mudou para instalar nomes permanentes para cada um de seus eventos mensais, que começaram com o Backlash. A publicidade inicial do Backlash daquele ano apresentava a marca "In Your House" até que foi discretamente abandonada nas semanas que levaram ao pay-per-view. Depois disso, vários dos shows do In Your House foram renomeados como suas próprias cronologias de PPV, incluindo Over the Edge, Fully Loaded, Unforgiven, No Way Out, Judgment Day e Bad Blood.
Em 2002, a WWF foi renomeada para World Wrestling Entertainment (WWE), e em 2011, a promoção deixou de usar seu nome completo, com a WWE se tornando um inicialismo órfão. Em 13 de maio de 2020, a WWE anunciou que a marca In Your House seria revivida para a divisão de marca NXT como um evento NXT TakeOver intitulado TakeOver: In Your House em 7 de junho, que foi ao ar exclusivamente no serviço de streaming online da WWE, a WWE Network. O anúncio e o evento marcaram o 25º aniversário do primeiro PPV In Your House. O evento contou com homenagens ao WWF no início dos anos 90, incluindo uma recriação do palco com tema de casa usado durante os eventos anteriores do In Your House, e Adam Cole aparecendo em uma paródia dos comerciais dos suplementos de musculação da ICOPRO. Um segundo TakeOver: In Your House foi agendado para 13 de junho de 2021, tornando In Your House uma subsérie anual de eventos de TakeOver. Este segundo evento foi ao ar tanto na WWE Network quanto no tradicional pay-per-view, retornando assim In Your House ao pay-per-view. Ele também foi ao ar no Peacock depois que a versão americana da WWE Network se fundiu sob Peacock em março de 2021, sendo assim o primeiro In Your House a ir ao ar no Peacock.
Em setembro de 2021, o NXT foi renomeado como NXT 2.0, retornando a marca à sua função original como território de desenvolvimento da WWE. A série NXT TakeOver foi posteriormente descontinuada; no entanto, In Your House continuou como o evento anual de junho do NXT.

## Eventos
| 1                                                 | In Your House 1 "Premiere"                    | 14 de maio de 1995     | Syracuse, Nova York                 | Onondaga County War Memorial                       | Diesel (c) vs. Sycho Sid for the WWF Championship |  |
| 2                                                 | In Your House 2 "The Lumberjacks"             | 23 de julho de 1995    | Nashville, Tennessee                | Nashville Municipal Auditorium                     | Diesel (c) vs. Sycho Sid for the WWF Championship in a lumberjack match |  |
| 3                                                 | In Your House 3 "Triple Header"               | 24 de setembro de 1995 | Saginaw, Michigan                   | Saginaw Civic Center                               | Two Dudes with Attitudes (Diesel (c-WWF) and Shawn Michaels (c-Intercontinental)) vs. Yokozuna and The British Bulldog (c-Tag Team) in a Winners Take All match for the WWF Championship, WWF Intercontinental Championship, and WWF Tag Team Championship |  |
| 4                                                 | In Your House 4 "Great White North"           | 22 de outubro de 1995  | Winnipeg, Manitoba, Canada          | Winnipeg Arena                                     | Diesel (c) vs. The British Bulldog for the WWF Championship |  |
| 5                                                 | In Your House 5 "Seasons Beatings"            | 17 de dezembro de 1995 | Hershey, Pensilvânia                | Hersheypark Arena                                  | Bret Hart (c) vs. The British Bulldog for the WWF Championship |  |
| 6                                                 | In Your House 6 "Rage in the Cage"            | February 18, 1996      | Louisville, Kentucky                | Louisville Gardens                                 | Bret Hart (c) vs. Diesel in a Steel Cage match for the WWF Championship |  |
| 7                                                 | In Your House 7: Good Friends, Better Enemies | April 28, 1996         | Omaha, Nebraska                     | Omaha Civic Auditorium                             | Shawn Michaels (c) vs. Diesel in a No Holds Barred match for the WWF Championship |  |
| 8                                                 | In Your House 8: Beware of Dog                | May 26, 1996           | Florence, South Carolina            | Florence Civic Center                              | Shawn Michaels (c) vs. The British Bulldog for the WWF Championship |  |
| 8                                                 | In Your House 8: Beware of Dog                | May 28, 1996           | North Charleston, South Carolina    | North Charleston Coliseum                          | Goldust (c) vs. The Undertaker in a Casket match for the WWF Intercontinental Championship |  |
| 9                                                 | In Your House 9: International Incident       | July 21, 1996          | Vancouver, British Columbia, Canada | General Motors Place                               | Camp Cornette (Vader, Owen Hart, and The British Bulldog) vs. The People's Posse (Shawn Michaels, Sycho Sid, and Ahmed Johnson) |  |
| 10                                                | In Your House 10: Mind Games                  | September 22, 1996     | Philadelphia, Pennsylvania          | CoreStates Center                                  | Shawn Michaels (c) vs. Mankind for the WWF Championship |  |
| 11                                                | In Your House 11: Buried Alive                | October 20, 1996       | Indianapolis, Indiana               | Market Square Arena                                | The Undertaker vs. Mankind in a Buried Alive match |  |
| 12                                                | In Your House 12: It's Time                   | December 15, 1996      | West Palm Beach, Florida            | West Palm Beach Auditorium                         | Sycho Sid (c) vs. Bret Hart for the WWF Championship |  |
| 13                                                | In Your House 13: Final Four                  | February 16, 1997      | Chattanooga, Tennessee              | UTC Arena                                          | Bret Hart vs. Stone Cold Steve Austin vs. The Undertaker vs. Vader in a Four Corners Elimination match for the vacant WWF Championship |  |
| 14                                                | In Your House 14: Revenge of the 'Taker       | April 20, 1997         | Rochester, New York                 | Rochester County War Memorial                      | Stone Cold Steve Austin vs. Bret Hart for a WWF Championship match |  |
| 15                                                | In Your House 15: A Cold Day in Hell          | May 11, 1997           | Richmond, Virginia                  | Richmond Coliseum                                  | The Undertaker (c) vs. Stone Cold Steve Austin for the WWF Championship |  |
| 16                                                | In Your House 16: Canadian Stampede           | July 6, 1997           | Calgary, Alberta, Canada            | Saddledome                                         | The Hart Foundation (Bret Hart, Jim Neidhart, Owen Hart, The British Bulldog, and Brian Pillman) vs. Stone Cold Steve Austin, Ken Shamrock, Goldust, and The Legion of Doom (Hawk and Animal)                                                              |  |
| 17                                                | Ground Zero: In Your House                    | September 7, 1997      | Louisville, Kentucky                | Louisville Gardens                                 | The Undertaker vs. Shawn Michaels |  |
| 18                                                | Badd Blood: In Your House                     | October 5, 1997        | St. Louis, Missouri                 | Kiel Center                                        | The Undertaker vs. Shawn Michaels in a Hell in a Cell match for a WWF Championship match at Survivor Series |  |
| 19                                                | D-Generation X: In Your House                 | December 7, 1997       | Springfield, Massachusetts          | Springfield Civic Center                           | Shawn Michaels (c) vs. Ken Shamrock for the WWF Championship |  |
| 20                                                | No Way Out of Texas: In Your House            | February 15, 1998      | Houston, Texas                      | Compaq Center                                      | Stone Cold Steve Austin, Owen Hart, Cactus Jack, and Chainsaw Charlie vs. Triple H, Savio Vega, and The New Age Outlaws (Billy Gunn and Road Dogg) |  |
| 21                                                | Unforgiven: In Your House                     | April 26, 1998         | Greensboro, North Carolina          | Greensboro Coliseum Complex                        | Stone Cold Steve Austin (c) vs. Dude Love for the WWF Championship |  |
| 22                                                | Over the Edge: In Your House                  | May 31, 1998           | Milwaukee, Wisconsin                | Wisconsin Center Arena                             | Stone Cold Steve Austin (c) vs. Dude Love in a No Disqualification Falls Count Anywhere match for the WWF Championship with Vince McMahon as the special guest referee                                                                                     |  |
| 23                                                | Fully Loaded: In Your House                   | July 26, 1998          | Fresno, California                  | Selland Arena                                      | Kane and Mankind (c) vs. The Undertaker and Stone Cold Steve Austin for the WWF Tag Team Championship |  |
| 24                                                | Breakdown: In Your House                      | September 27, 1998     | Hamilton, Ontario, Canada           | Copps Coliseum                                     | Stone Cold Steve Austin (c) vs. The Undertaker vs. Kane in a triple threat match for the WWF Championship |  |
| 25                                                | Judgment Day: In Your House                   | October 18, 1998       | Rosemont, Illinois                  | Rosemont Horizon                                   | The Undertaker vs. Kane for the vacant WWF Championship with Stone Cold Steve Austin as the special guest referee |  |
| 26                                                | Rock Bottom: In Your House                    | December 13, 1998      | Vancouver, British Columbia, Canada | General Motors Place                               | Stone Cold Steve Austin vs. The Undertaker in a Buried Alive match for a spot in the 1999 Royal Rumble match |  |
| 27                                                | St. Valentine's Day Massacre: In Your House   | February 14, 1999      | Memphis, Tennessee                  | Pyramid Arena                                      | Stone Cold Steve Austin vs. Vince McMahon in a Steel Cage match for a WWF Championship match at WrestleMania XV |  |
| 28                                                | NXT TakeOver: In Your House (2020)            | 7 de junho de 2020     | Winter Park, Florida                | Full Sail University                               | Charlotte Flair (c) vs. Io Shirai vs. Rhea Ripley em uma luta triple threat pelo Campeonato Feminino do NXT |  |
| 29                                                | NXT TakeOver: In Your House (2021)            | 13 de junho de 2021    | Orlando, Florida                    | Capitol Wrestling Center no WWE Performance Center | Karrion Kross (c) vs. Adam Cole vs. Kyle O'Reilly vs. Johnny Gargano vs. Pete Dunne em uma luta fatal five-way pelo Campeonato do NXT |  |
| 30                                                | NXT In Your House (2022)                      | 4 de junho de 2022     | Orlando, Florida                    | WWE Performance Center                             | TBA |  |
| (c) – refere-se ao(s) campeão(s) indo para a luta |                                               |                        |                                     |                                                    | |  |